# Chamaesium delavayi
Chamaesium delavayi är en flockblommig växtart som först beskrevs av Adrien René Franchet, och fick sitt nu gällande namn av R.H.Shan och Shou Lu Liou. Chamaesium delavayi ingår i släktet Chamaesium och familjen flockblommiga växter. Inga underarter finns listade i Catalogue of Life.